# Reach plc
Reach plc (с 1999 по 2018 г. — Trinity Mirror) — британская медиакомпания, издатель газет, журналов и цифровых изданий. Штаб-квартира — в Лондоне. Имеет листинг на Лондонской фондовой бирже.

## История
В 1903 г. газета Daily Mirror была основана Альфредом Хармсвортом «для благородных женщин». В 1953 г. компания была размещена на Лондонской фондовой бирже. В 1958 г. International Publishing Company (IPC) купила Mirror Group Newspapers, в 1970 г. IPC была куплена издательским гигантом Reed International. В 1984 г. Pergamon Holdings Роберта Максвелла купила Daily Mirror, 1991 г. прошёл релистинг на бирже в качестве Mirror Group.
В 1991 году по приказу Антона Пиллера в отношении компании должно было начаться расследование в связи с предполагаемой кражей программного обеспечения у таких компаний, как Adobe Inc., Autodesk и Microsoft. Расследование было отложено, поскольку совпало со смертью Максвелла, но возобновилось в 1992 году. Впоследствии сообщалось, что «в Mirror Group, например, 700 из 800 используемых программ были признаны незаконными».
В 1992 г. была приобретена Scottish & Universal Newspapers, через пять лет — Birmingham Post and Mail. В 1999 г. владелец Liverpool Echo Trinity International Holdingswith объединилась с Mirror Group в Trinity Mirror.
В 2007 году компания попыталась продать ряд изданий: Reading Chronicle перешла Berkshire Media Group и 25 изданий на юге Англии — к Northcliffe Media., 1 октября была продана Racing Post. Общая сумма вырученных средств составила 263 млн. ф.с..
В сентябре 2008 г. было объявлено о закрытии типографии в Ливерпуле с переводом производственных мощностей в Олдем.
В феврале 2010 г. была куплена региональные подразделения Guardian Media Group M.E.N. Media и S&B Media, контролировавшие 22 издания в Северной Англии, Беркшире и Суррее (включая Manchester Evening News и Reading Evening Post).
В марте 2010 г. Trinity Mirror заявила, что прекратит серию сокращений персонала и закрытия газет. Это заявление было сделано после того, как компания отчиталась о прибыли до налогообложения в размере 72,7 млн фунтов стерлингов за 2009 год, что превысило ожидания аналитиков.
В январе 2012 года было объявлено, что Trinity Mirror приобрела Communicator Corp, компанию цифровых коммуникаций, специализирующуюся на электронной почте и мобильной связи, за 8 млн ф. с. В августе 2013 года Trinity Mirror объявила о партнерстве с whocanfixmycar.com Это портал, соединяющий автомобилистов по всей стране с надежными местными гаражами и механиками..
В ноябре 2015 г. Trinity Mirror купила Local World у DMGT за 220 млн. ф. с., что довело долю на рынке местной прессы до 50 %.
В феврале 2018 г. было завершено приобретение у Ричарда Десмонда медиакомпании Northern & Shell, владевшей общенациональными газетами Daily Express, Sunday Express, Daily Star (collectively the Express & Star Group), and OK!. Following completion, Trinity Mirror announced a plan to rebrand as Reach, subject to investor approval at a meeting scheduled for May 2018. По итогу Управление по вопросам конкуренции и рынков провело предварительное расследование сделки, требующее от Trinity Mirror сохранить Express Newspapers в качестве самостоятельной организации.
В июле 2020 года Reach объявила, что сокращает 550 рабочих мест, или 12 % своей рабочей силы, из-за падения доходов на фоне снижения спроса на рекламу в своих изданиях.

## Mirror Group newspapers, M.E.N Media и S&B Media

### Общенациональные газеты
- Daily Express / Sunday Express
- Daily Mirror / Sunday Mirror
- Daily Record / Sunday Mail (Шотландия)
- Daily Star / Daily Star Sunday
- Irish Daily Mirror
- Irish Daily Star
- The Mirror US (США)[20][21]
- Sunday People
- Western Mail / Wales on Sunday (Wales)

### Местные и региональные газеты
Восточный Мидлендс
- Derby Telegraph
- Hinckley Times
- Leicester Mercury
- Lincolnshire Echo
- Nottingham Post
- Retford Times
- Glossop Advertiser (sister paper of the Tameside Advertiser)

#### Лондон
- Barking & Dagenham Yellow Advertiser
- Bexley Mercury
- Brent & Wembley Leader
- Ealing Gazette
- Ealing Informer
- Ealing Leader
- Enfield Advertiser
- Enfield Gazette
- Fulham & Hammersmith Chronicle
- Haringey Advertiser
- Harrow & Wembley Observer
- Harrow Informer
- Harrow Leader
- Havering Yellow Advertiser (Ромфорд)
- Hounslow Borough Chronicle
- Hounslow, Chiswick & Whitton Informer
- Ilford & Redbridge Yellow Advertiser
- Kensington & Chelsea Informer
- Lewisham & Greenwich Mercury
- Mitcham, Morden & Wimbledon Post
- The Press (Барнет и Хендон)
- Streatham, Clapham & West Norwood Post
- Sutton & Epsom Post
- Uxbridge & Hillingdon Leader
- Uxbridge Gazette
- The Wharf (Канэри-Уорф)

#### Северо-Восточная Англия
- Chronicle Extra (Ньюкасл)
- Evening Chronicle (Ньюкасл)
- The Journal (Ньюкасл)
- Sunday Sun (Ньюкасл)

#### Северо-Западная Англия
- Accrington Observer
- Anfield & Walton Star
- Bootle Times
- Chester Chronicle
- Colne Valley Chronicle
- Crewe Chronicle
- Crosby Herald
- Ellesmere Port Pioneer
- Formby Times
- Heywood Advertiser
- Liverpool Echo
- Maghull Star
- Manchester Evening News
- Manchester Metro News
- Middleton Guardian
- North East Manchester Advertiser
- Oldham Advertiser
- Ormskirk Advertiser
- Prestwich Advertiser
- Rochdale Observer
- Rossendale Free Press
- Runcorn & Widnes World
- Salford Advertiser
- South Liverpool Merseymart
- South Manchester Reporter
- Southport Visiter
- Stockport Express / Macclesfield Express / Wilmslow Express / The Sentinel (Staffordshire)
- Tameside Advertiser (сестринская газета Glossop Advertiser)

#### Шотландия
- Airdrie and Coatbridge Advertiser
- Ayrshire Post
- Blairgowrie Advertiser
- Dumfries & Galloway Standard
- East Kilbride News
- Galloway News
- The Glaswegian
- Hamilton Advertiser
- Irvine Herald
- Kilmarnock Standard
- The Lennox Herald
- Metro Scotland
- Paisley Daily Express
- Perthshire Advertiser
- Rutherglen Reformer
- Scottish Business Insider
- Stirling Observer
- Strathearn Herald
- West Lothian Courier
- Wishaw Press

#### Юго-восточная Англия
- Bracknell Standard
- The Crawley News
- Dover Express
- Slough Express
- Staines Informer
- Surrey Advertiser
- Surrey Herald
- Surrey Mirror Advertiser
- Walton & Weybridge Informer

#### Юго-западная Англия
- Bath Chronicle
- Bristol Post
- Cornish Guardian
- The Cornishman
- Express & Echo (Exeter)
- Gloucester Citizen
- Gloucestershire Echo
- The Herald (Plymouth)
- Mid Devon Gazette
- North Devon Journal
- The West Briton (Корнуолл)
- Western Morning News, региональная франшиза Девона, Корнуолла, Дорсета, Сомерсета и архипелага Силли

#### Уэльс
- Daily Post (Северный Уэльс)
- South Wales Echo
- South Wales Evening Post

#### Западдные Мидландс
- Birmingham Post / Birmingham Mail / Sunday Mercury
- Burton Mail
- Coventry Telegraph
- Loughborough Echo

#### Йоркшир и Хамбер
- Grimsby Telegraph
- Huddersfield District Chronicle
- Huddersfield Daily Examiner
- Hull Daily Mail
- Scunthorpe Telegraph

## Электронные издания
- Aberdeen Live
- Belfast Live
- Birmingham Live
- Bristol Live[22]
- Buzz.ie (50% owned)[23]
- Cheshire Live[24]
- CorkBeo
- Cornwall Live
- Devon Live
- Dublin Live[25]
- Edinburgh Live
- Yorkshire Live
- football.london[26]
- GalwayBeo
- Glasgow Live
- Grimsby Live
- Hampshire Live
- Hull Live
- Lancs Live
- Leeds Live
- Leicestershire Live
- Lincolnshire Live
- MyLondon
- Plymouth Live
- RSVPLive[25]
- Somerset Live
- Surrey Live
- Sussex Live[27]
- Teesside Live
- WalesOnline

Неновостные сайты:
- Hopsmore Craft Beer Club
- Memory Lane
- InYourArea
- Fish4Jobs

## Закрытые издания

### Юго-восточная Англия
- Buckinghamshire Examiner (1889—2019)
- Reading Post

### Уэльс
- Neath Guardian (1925—2009)